# Hibrida Jaya
Hibrida Jaya is een bestuurslaag in het regentschap Indragiri Hilir van de provincie Riau, Indonesië. Hibrida Jaya telt 588 inwoners (volkstelling 2010).